# Desastre aéreo del Britannia en Nicosia en 1967
El accidente del Britannia en Nicosia fue la muerte de 126 pasajeros y tripulantes en un Bristol Britannia de 3 años de la aerolínea suiza Globe Air cuando se estrelló a 3,5 kilómetros (2,2 millas) al sur del aeropuerto de Nicosia, en Chipre.
Fue el desastre aéreo más grave de 1967.

## Accidente

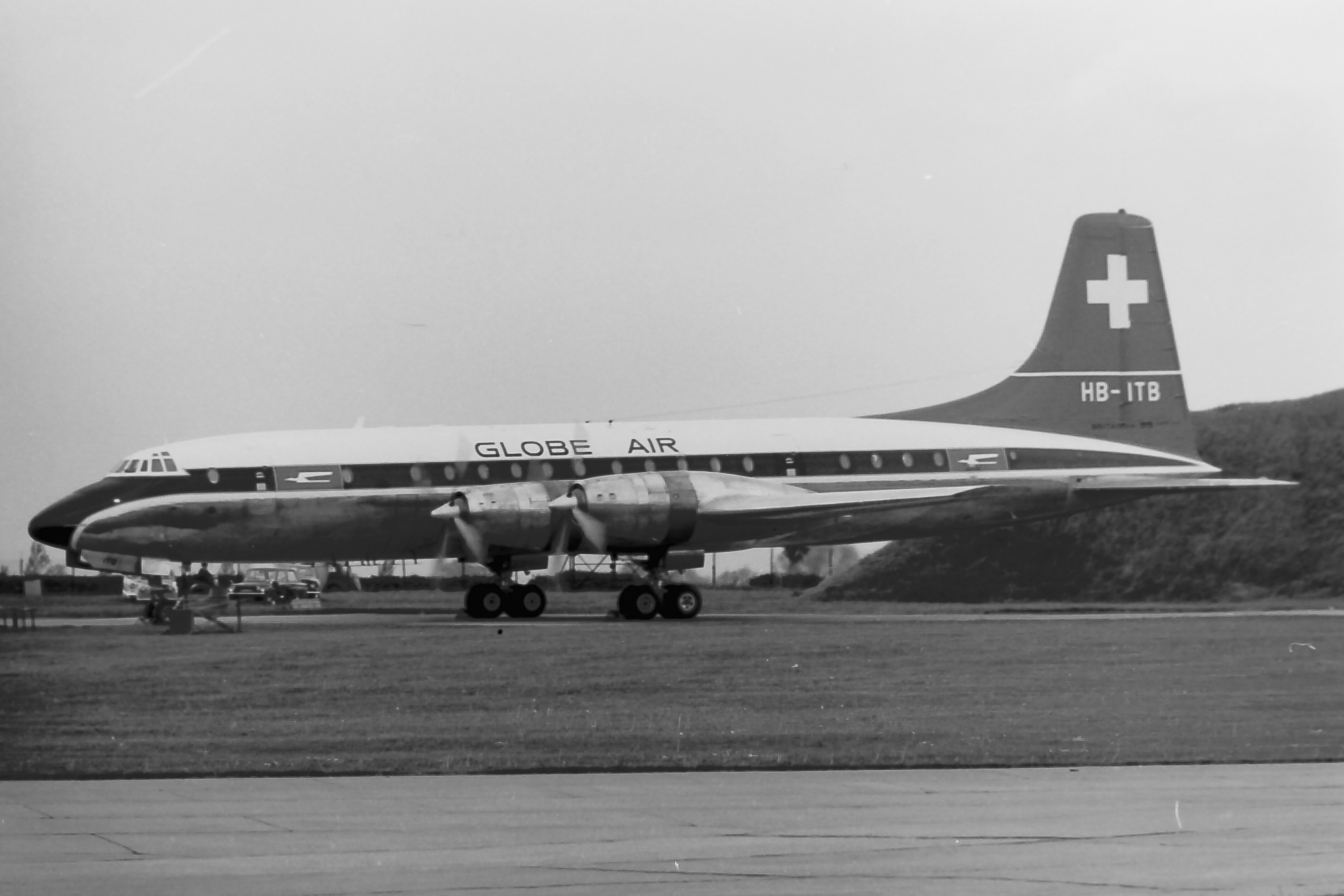
El avión involucrado en el accidente fotografiado en 1964.

El Britannia operaba un vuelo chárter que traía turistas de Bangkok en Tailandia a Basilea en Suiza con escalas en Colombo, Bombay y El Cairo. El vuelo se detuvo en Colombo en Sri Lanka y luego en Bombay en India con la siguiente escala prevista para El Cairo La tripulación desvió el vuelo a Nicosia debido al mal tiempo en El Cairo. El avión estaba en el tercer intento de aterrizar en la pista 32 en una fuerte tormenta cuando voló hacia una colina cerca del pueblo de Lakatamia y estalló en llamas.
En el momento del accidente, ambos pilotos habían excedido su tiempo de servicio autorizado en tres horas. El primer oficial del vuelo tenía menos de 50 horas de vuelo en un avión Britannia.
Dos pasajeros alemanes (Christa Blümel y Peter Femfert) y dos suizos (Veronika Gysin y Nicolas Pulver) sobrevivieron; tres de ellos resultaron gravemente heridos y fueron tratados en un hospital de campaña de las Naciones Unidas cerca de Nicosia; se informó que el cuarto, Nicolas Pulver, resultó ileso.